# Macchi L.2
Il Macchi L.2, all'epoca indicato anche come LC ("Lohner Corsa" o  "Celere"), era un idrovolante da combattimento biplano a scafo centrale prodotto dall'azienda italiana Aeronautica Macchi negli anni dieci del XX secolo ed utilizzato durante la prima guerra mondiale dalla Regia Marina.

## Storia del progetto
L'L.2 viene sviluppato Carlo Felice Buzio dal precedente L.1 con lo scopo di risolvere i problemi di prestazioni del modello ricavato dal Lohner. Data l'indisponibilità di unità motrici di adeguata potenza Buzio intraprese la strada dell'alleggerimento strutturale, conservando le ali del precedente modello ma riducendo la controventatura da quattro a tre sole campate. Questo si tramutò in un risparmio di 250 kg sul peso a vuoto del velivolo ma a prezzo di una fragilità  complessiva che ne limitò la produzione a solo 17 esemplari e che costrinse il progettista a sviluppare una nuova versione, il Macchi L.3.

## Tecnica
Caratterizzato da un aspetto che poi diventerà tradizionale per la sua epoca, l'L.2 conservava l'aspetto del precedente L.1 e del Lohner L austro-ungarico catturato che ne fece da modello. Presentava uno scafo centrale realizzato in legno, dotato di un abitacolo aperto a due posti affiancati per il pilota ed il copilota osservatore. La configurazione alare era biplano-sesquiplana, caratterizzata cioè dall'ala inferiore di dimensioni minori della superiore, entrambe a freccia, caratteristica ereditata dai modelli austriaci.
La radice alare dell'ala inferiore era montata alta sullo scafo ed era dotata di due galleggianti equilibratori applicati sulla parte inferiore tramite una struttura tubolare. Le due ali erano collegate, tra loro da una serie di montanti tubolari e tiranti in filo d'acciaio, ed allo scafo centrale tramite un'incastellatura dove era anche collocato il motore 6 cilindri in linea Isotta Fraschini V.4B in configurazione spingente abbinato ad un'elica bipala in legno a passo fisso. Lo scafo terminava posteriormente in una coda collegata alla parte finale dello scafo tramire una struttura tubolare e caratterizzata da un impennaggio classico cruciforme, monoderiva e dai piani orizzontali controventati.

## Impiego operativo
La 254ª Squadriglia ne possiede un esemplare al 1º gennaio 1918.

## Utilizzatori
Italia
- Regia Marina